# 姜波克
姜波克 (1954年—)，经济学家，复旦大学金融研究院常务副院长，从事宏观调控、国际金融等方面的研究。中国金融学会常务理事，中国教育部第六批“长江学者”特聘教授，享受国务院特殊津贴。

## 生平
1982年和1985年先后获得复旦大学工业经济专业学士、世界经济专业硕士学位，1991年获得塞薩斯大學经济学博士学位。后在复旦大学工作，担任复旦大学金融研究院常务副院长等职。